# 5. okręg wyborczy w Illinois
Piąty okręg wyborczy w Illinois – jednomandatowy okręg wyborczy, w którym co dwa lata odbywają się wybory do Izby Reprezentantów Stanów Zjednoczonych. W 2007 roku obejmował swoim obszarem północną część hrabstwa Cook.
Okręg został utworzony po spisie ludności w 1840 roku, gdy stan Illinois zyskał kolejnych przedstawicieli w Izbie Reprezentantów. Pierwsze wybory w okręgu przeprowadzono jesienią 1842 roku. Przedstawicielem okręgu w 111. Kongresie Stanów Zjednoczonych jest demokrata, Michael Quigley.

## Chronologiczna lista przedstawicieli
|  | Przedstawiciel            | Data objęcia urzędu | Data opuszczenia urzędu | Partia polityczna    |
|  | ------------------------- | ------------------- | ----------------------- | -------------------- |
|  | William Oliver Lipinski   | 3 stycznia 1983     | 3 stycznia 1993         | Partia Demokratyczna |
|  | Daniel David Rostenkowski | 3 stycznia 1993     | 3 stycznia 1995         | Partia Demokratyczna |
|  | Michael P. Flanagan       | 3 stycznia 1995     | 3 stycznia 1997         | Partia Republikańska |
|  | Rod R. Blagojevich        | 3 stycznia 1997     | 3 stycznia 2003         | Partia Demokratyczna |
|  | Rahm Emanuel              | 3 stycznia 2003     | 2 stycznia 2009         | Partia Demokratyczna |
|  | Mike Quigley              | 7 kwietnia 2009     |                         | Partia Demokratyczna |